# Sipia
Sipia is een geslacht van vogels uit de familie Thamnophilidae (miervogels). Het geslacht telt vier soorten:
- Sipia berlepschi  –  Kortstaartmiervogel
- Sipia laemosticta  –  Grijskruinmiervogel
- Sipia nigricauda  –  Esmeralda's miervogel
- Sipia palliata  –  Magdalenamiervogel